# ريتشارد بي روس جونيور
ريتشارد بي روس جونيور (بالإنجليزية: Richard P. Ross Jr.)‏ هو عسكري أمريكي، ولد في 18 مارس 1906 في فريدريك في الولايات المتحدة، وتوفي في 6 أكتوبر 1990 في لاغونا هيلس في الولايات المتحدة.